# Хроменков, Олег Герасимович
Олег Герасимович Хроменков (21 ноября 1930, Смоленск — 28 января 1984, Ленинград) — советский актёр.

## Биография
О. Г. Хроменков родился в городе Смоленске 21 ноября 1930 года.
Свой трудовой путь начинал преподавателем черчения, истории и зоологии в Баховской средней школе.
В 1952 году он поступил во Всесоюзный государственный институт кинематографии (ВГИКа) (мастерская Ю. Я. Райзмана, после окончания которого, в 1957 году, был зачислен в штат киностудии «Ленфильм». Однако свой первый актёрский опыт Олег Хроменков получил, будучи ещё студентом второго курса ВГИКа, на съёмках фильма «Надежда» С. А. Герасимова.
Скончался 28 января 1984 года. Похоронен на Южном кладбище Санкт-Петербурга.

## Фильмография
1. 1954 — Надежда (короткометражный) — комсомолец (нет в титрах)
2. 1956 — Сердце бьётся вновь… — Лапшин, сосед Балашова по палате (нет в титрах)
3. 1957 — Балтийская слава — матрос с «Грома», (нет в титрах)
4. 1958 — В дни Октября — офицер в толпе / большевик
5. 1958 — Город зажигает огни — абитуриент-матрос, (нет в титрах)
6. 1958 — Наш корреспондент — Вася, шофёр на строительстве комбината
7. 1959 — В твоих руках жизнь — сержант радист штаба в горкоме, (нет в титрах)
8. 1959 — Горячая душа — Бирюков
9. 1959 — Жеребёнок (короткометражный) — белый пулемётчик (нет в титрах)
10. 1959 — Повесть о молодожёнах — сосед по общежитию, (нет в титрах)
11. 1959 — Ссора в Лукашах — участник собрания в тельняшке
12. 1959 — Тётя Луша (короткометражный)
13. 1960 — Домой — Мирон
14. 1960 — Балтийское небо — партизан
15. 1961 — Водил поезда машинист — эпизод, (нет в титрах)
16. 1961 — Девчонка, с которой я дружил — грузчик, (нет в титрах)
17. 1961 — Полосатый рейс — матрос
18. 1961 — Старожил — электрик
19. 1962 — Душа зовёт (короткометражный) — рабочий (нет в титрах)
20. 1962 — Если позовёт товарищ — шофёр
21. 1962 — Когда разводят мосты — осветитель, (нет в титрах)
22. 1962 — Порожний рейс — эпизод, (нет в титрах)
23. 1962 — После свадьбы — Женя, рабочий, (нет в титрах)
24. 1963 — Последний хлеб — Фищенко, шофер из бригады Миши
25. 1963 — Сорок минут до рассвета — барабанщик
26. 1964 — Донская повесть — Фищенко, босой музыкант, (нет в титрах)
27. 1964 — Зайчик — жених на свадьбе, актёр
28. 1964 — Пока фронт в обороне — Фрязев, батальонный комиссар, автор неправдивой агитлистовки «Клещи»
29. 1964 — Фро (короткометражный) — Балабуев, учащийся на курсах
30. 1965 — Гиперболоид инженера Гарина — сотрудник милиции
31. 1965 — Авария — милиционер
32. 1965 — Музыканты одного полка — музыкант, открывающий и завершающий фильм ударом «тарелок» (нет в титрах)
33. 1965 — Перекличка — шофёр, (в титрах В. Хроменков)
34. 1965 — Рабочий посёлок — эпизод (нет в титрах)
35. 1965 — Чрезвычайное поручение — Максим, казначей ЧК (нет в титрах)
36. 1966 — В городе С. — эпизод
37. 1966 — Иду искать — лётчик
38. 1967 — Браслет-2 — красноармеец, который забирал лошадей из конюшни на фронт
39. 1967 — Мятежная застава — околоточный
40. 1967 — Происшествие, которого никто не заметил — эпизод, (нет в титрах)
41. 1967 — Тихая Одесса — эпизод
42. 1967 — Четыре страницы одной молодой жизни — человек в костюме на стройке
43. 1968 — В день свадьбы — гость (нет в титрах)
44. 1968 — Золотой телёнок — председатель исполкома города Лучанска (нет в титрах)
45. 1968 — Сыны Отечества — охранник-эссесовец, (в титрах О. Храменков)
46. 1969 — Белый флюгер — эпизод
47. 1969 — На пути в Берлин — усатый солдат
48. 1969 — Пятеро с неба — пьяный немецкий танкист
49. 1970 — Африканыч — контролёр
50. 1970 — Взрывники — заместитель Бутрова
51. 1970 — Ночная смена — приятель Анатолия, работник гаража
52. 1970 — Салют, Мария! — Кирьянов, ординарец
53. 1970 — Секундомер — Вася, весельчак-фокусник, муж Веры, навещал старого школьного учителя
54. 1971 — Горячие тропы — диверсант, переодетый в советскую форму
55. 1971 — Расскажи мне о себе — солдат по прозвищу «борода»
56. 1971 — Тень — стражник, катящий тележку с Клеветником
57. 1971 — Ход белой королевы — судья на трассе (нет в титрах)
58. 1972 — Боба и слон — водитель самосвала
59. 1972 — Всадники — немец-повар
60. 1972 — Дела давно минувших дней… — Диденко, начальник тюрьмы
61. 1972 — Карпухин — эпизод
62. 1972 — Пятая четверть — Хроменков, милиционер
63. 1973 — Умные вещи — караульный
64. 1973 — Дверь без замка — матрос
65. 1973 — Докер — охранник
66. 1973 — Плохой хороший человек — денщик Самойленко
67. 1973 — Я служу на границе — Иван Степанович, председатель колхоза
68. 1974 — Врача вызывали? — Вася, больной после операции в терапевтической клинике
69. 1974 — Не болит голова у дятла — работник типографии
70. 1974 — Последний день зимы — эпизод
71. 1974 — Пятёрка за лето — Пётр Захарович Пугачёв, бригадир полеводческой бригады
72. 1974 — Сержант милиции (ТВ) — младший лейтенант (нет в титрах)
73. 1975 — Воздухоплаватель — помещик Харченко, подарил Заикину отару овец
74. 1975 — Любовь с первого взгляда — сосед-демагог
75. 1976 — Длинное, длинное дело — сосед Панина (нет в титрах)
76. 1976 — Ключ без права передачи — Баюшкин, отец Юльки
77. 1976 — Строговы (ТВ) — старатель из беглых (2-я серия)
78. 1977 — Беда — начальник мастерской
79. 1977 — Блокада. Фильм 3. Ленинградский метроном; Фильм 4. Операция «Искра» — Бычевский
80. 1977 — Ждите меня, острова! — милиционер (нет в титрах)
81. 1977 — Золотая мина — Куливенко, бухгалтер, оказавшийся случайно в ресторане «Кронверк», где Лариса ждёт Брунова
82. 1977 — Как Иванушка-дурачок за чудом ходил — повар при дворе Марко Богатого
83. 1977 — Убит при исполнении
84. 1978 — Артём — офицер
85. 1978 — Двое в новом доме — посетитель ресторана (нет в титрах)
86. 1978 — Рыцарь из Княж-городка — завхоз спортивной школы-интерната
87. 1978 — Молодая жена — эпизод
88. 1978 — Соль земли — капитан Пуговкин (3-я серия)
89. 1978 — Человек, которому везло — эпизод, (нет в титрах)
90. 1979 — Бабушкин внук — «Бармалей»
91. 1979 — Впервые замужем — актёр в роли гусара на съёмках фильма (нет в титрах)
92. 1979 — Жена ушла — Павел Иванович, работник треста
93. 1979 — Шерлок Холмс и доктор Ватсон. «Кровавая надпись» (ТВ) — посыльный
94. 1980 — Взвейтесь соколы, орлами! — повар
95. 1980 — Два долгих гудка в тумане — кок Егорыч
96. 1980 — Последний побег — Геннадий Иванович, член комиссии, директор ПТУ (нет в титрах)
97. 1980 — Таинственный старик — комиссар
98. 1981 — 20 декабря (ТВ) — вагоновожатый
99. 1981 — Гиблое дело (короткометражный) — бригадир поезда
100. 1981 — Личная жизнь директора — Иван Иванович, начальник отдела снабжения комбината, артист самодеятельности (нет в титрах)
101. 1982 — За счастьем — музыкант (нет в титрах)
102. 1982 — Ослиная шкура — эпизод
103. 1982 — Сеанс одновременной игры — пассажир «Волги» (нет в титрах)
104. 1983 — Место действия — Фуфаев, инженер
105. 1984 — Хроника одного лета (ТВ) — Игнат Алексеевич, отец Валентины
106. 2000 — Воспоминания о Шерлоке Холмсе (ТВ) — посыльный из фильма 1979 года «Кровавая надпись»

#### Озвучивание
1. 1971 — Дикий капитан (дублирует — Антса Андера)
2. 1973 — Куда уходят сказки
3. 1973 — Пятеро на тропе — Мороз (дублирует — Леонида Корнеева)
4. 1980 — Лесные фиалки (дублирует — Энн Клоорена)